# Jordi Camell

Jordi Camell

Jordi Camell (* 1959 in Llorenç del Penedès ) ist ein katalanischer klassischer Pianist und Musikpädagoge. Camell wird der Katalanischen Pianistenschule zugerechnet.

## Leben und Werk
Camell wurde pianistisch an den Konservatorien in Tarragona, Barcelona, Paris (Diplôme Supérieur d’Exécution com a premier nommé an der École Normale de Musique de París 1984) und London ausgebildet.
Camell ist bestrebt, sich ständig neue Repertoires zu erschließen. Deswegen nahm er an den Conjunts de música contemporània Barcelona 216 (Veranstaltung über zeitgenössische Musik in Barcelona) zusammen mit den Solisten von Ibercàmera und dem Kammerorchester des Teatre Lliure (Freies Theater Barcelona). Er trat auch als Orchestersolist mit dem Orchestra Simfònica i Nacional de Barcelona, dem Orquestra Simfònica del Vallès, der Kammerphilharmonie Barcelona, dem Orchester der Stadt Granada, der Cobla Sant Jordi Ciutat de Barcelona (Cobla Sant Jordi der Stadt Barcelona) und vielen anderen Orchestern auf. Er arbeitete dabei unter anderem mit Dirigenten wie Bernhard Güeller, Salvador Brotons, Ernest Martínez-Izquierdo und Josep Pons zusammen. Als für andere Kunstformen wie Ballet und Choreografie offene Künstler hat er auch mit Vicky Peña in der Aufführung eines Werkes von Kurt Weill, mit dem Tänzer und Choreografen Cesc Gelabert und mit Mario Gas bei einem Konzert von Miguel Hernández zusammengearbeitet.
Camell hat das gesamte Klavierwerk von Pau Casals (Columna Música, 2012), Chopins Variationen im Auftrag des polnischen Konsulates (Columna Música, 2013), Abans i després d’Iberia von Isaac Albéniz (Columna Música, 2009), das gesamte Klavierwerk von Gerhard und verschiedene Goyescas von Enric Granados (Ed. Moraleda, 1994) eingespielt. Darüber hinaus spielte er zusammen mit Josep Fuster ein Duo für Klavier und Klarinette (Anacrusi, 1998), die Bilder einer Ausstellung von Mussorgsky (Discmedi, 1999) und mit der Cobla Sant Jordi de Barcelona die  die Binomis. (Columna Música, 2008).
Parallel zu seiner Konzerttätigkeit wirkt Jordi Camell intensiv an der Escola Superior de Música de Catalunya als Professor für Klavier. Darüber hinaus gibt Camell internationale Meisterkurse beispielsweise an der Piano Academy in Gulangyu de Xiamen in China, am Frederic-Chopin-Konservatorium in Warschau und in den USA an der University of West Virginia in Morgantown sowie an der University of Kentucky in Lexington. Er nimmt auch regelmäßig in Jurys von Musikwettbewerben teil.
Camell wird als Künstler mit ausgeprägter Kommunikationsfähigkeit zum Publikum hin und einem klaren künstlerischen Ausdruck beschrieben. Die Musikkritik stellt immer seinen klaren und brillanten Klang mit einer Vielzahl von Farben heraus.